# Prosper Ferrero
Prosper Ferrero est un homme politique français né le 25 décembre 1859 à Marseille (Bouches-du-Rhône) et décédé le 18 octobre 1927 à Toulon (Var).

## Biographie
Commis aux Messageries maritimes à 17 ans, il collabore à des revues et journaux, et devient en 1892, rédacteur en chef du Progrès du Var et en 1894 du quotidien socialiste Le Petit Var. Membre du Parti ouvrier français, il est conseiller municipal en 1892 et maire de Toulon de 1893 à 1896, conseiller général de 1895 à 1897 et de 1913 à 1927 et député du Var de 1898 à 1910, siégeant sur les bancs socialistes.